# El Cariato
Se le conoce como El Cariato al periodo de mandato del doctor y general Tiburcio Carías Andino como gobernante de Honduras, desde el 1 de febrero de 1933 hasta el 1 de enero de 1949, quien pasó de ser un presidente democráticamente escogido a un dictador. Su consolidación en el poder está ligada con el fin del período de entreguerras, marcado por el auge de regímenes autoritarios en la región centroamericana, que de alguna manera paliaron los efectos de la recesión provocada por la caída del mercado de valores en 1929.
Carias logró mantenerse en el poder gracias al apoyo de los militares, de un Congreso Nacional controlado por el Partido Nacional, de la Iglesia católica, de las empresas bananeras y de su aparato mediático. Fue también relevante el apoyo de los Estados Unidos, que mediante su Política del buen vecino, impulsada por el presidente Roosevelt desde 1933, optó por no intervenir en asuntos domésticos y asegurar la estabilidad y la cohesión con los países latinoamericanos, frente a las amenazas surgidas por la Segunda Guerra Mundial y la posterior Guerra Fría.
El mandato de Carías Andino puso fin a las guerras civiles que habían azotado al país por décadas, iniciando un periodo de estabilidad social y financiera que sentó las bases para la consolidación del Estado de Honduras. Fue, por otro lado, un periodo de represión de las libertades, donde los opositores políticos fueron encarcelados, exiliados y asesinados. Durante ese tiempo se construyó el Parque El Picacho, el Estadio Nacional, el Monumento a la Paz en el Cerro Juana Laínez y se abrió la Escuela Nacional de Bellas Artes. También se modernizaron los entes de seguridad y se declaró el día oficial de Lempira. 

## Antecedentes
En 1933 la situación política y económica de Honduras estaba impactada por los efectos de la depresión económica, pues el país dependía de las exportaciones a los Estados Unidos, así como por las consecuencias del período de guerra civil de 1932.
La crisis económica hizo surgir en Centroamérica gobiernos autoritarios. Así, llegaron al poder en Guatemala Jorge Ubico Castañeda, en 1931, y en El Salvador Maximiliano Hernández Martínez, en 1935; quienes a diferencia de Carías Andino, llegaron por la fuerza de las armas. Llegaría más tarde también Anastasio Somoza García en Nicaragua, en 1937.

## Consolidación en el poder

### Presidencia constitucional
El general Andino tomó el poder oficialmente el 1 de febrero de 1933, tras las elecciones generales de 1932 y bajo la promesa de restaurar el orden en el país, acabar con los caudillismos y mejorar la situación económica de Honduras. El periodo para el cual fue elegido concluiría el 1 de febrero de 1937.
En 1935 y 1936 el gobierno de Tiburcio Carías Andino inició una campaña mediática para promover su continuismo en el poder, instando al Congreso a modificar la constitución para extender el periodo presidencial. Esto fue apoyado por la Iglesia católica y por buena parte de los simpatizantes del Partido Nacional, quienes realizaron manifestaciones de apoyo en las municipalidades. Su plan continuista fue presentando ante personal de la Legislación de los Estados Unidos. Washington concluyó que no podría negar el reconocimiento a Carías si este decidía extender su término, pues ya existían en la región —El Salvador y Guatemala— regímenes dictatoriales instalados. Para ese momento los Estados Unidos consideraba que el Tratado de Paz y Armonía de 1923, por el cual ese país no reconocería a gobiernos impuestos por golpes de Estado o revoluciones, era un asunto muerto.
La prensa controlada por el gobierno y los simpatizantes de Carías promovieron el clamor «popular» y la necesidad de que el gobernante se mantuviera en el poder más allá de lo que indicaba la constitución, para mantener la paz, el orden y la estabilidad fiscal. Las autoridades en San Pedro Sula, la segunda ciudad más poblada del país, también apoyaron unánimemente el continuismo de Carías.

### Constitución de 1936
El 6 de enero de 1936 el Congreso Nacional, controlado por el Partido Nacional y con el voto positivo de 56 diputados contra 2, emitió un decreto para que el 26 del mismo mes se eligieran diputados a una Asamblea Nacional Constituyente. Las elecciones se llevaron a cabo y el Partido Nacional obtuvo 132,948 votos, mientras que el opositor Partido Liberal 46. Ningún liberal ni nacionalista disidente resultó electo, y la Asamblea se compuso solo de constituyentes que ya eran diputados.
La Asamblea finalmente emitió la Constitución de 1936, que entró en vigor el 15 de abril y que declaraba:

«La Presidencia y Vicepresidencia Constitucional de la República ejercidas, respectivamente, por los ciudadanos Doctor y General don Tiburcio Carías Andino e Ingeniero y General don Abraham Williams Calderón, terminarán el primero de enero de mil novecientos cuarenta y tres; [...]»
Artículo 202

La constitución además elevó el periodo de mandato del presidente, vicepresidente, los magistrados y los diputados de 4 a 6 años, y convirtió a la Asamblea Constituyente en el nuevo Congreso Nacional, cuyos diputados debían legislar hasta el 4 de diciembre de 1942 (art. 203).

### Dictadura
El 6 de marzo de 1939 se reformó el artículo 179 de la Constitución mediante el decreto 79, para, además de que los departamentos estuvieran divididos en municipios, dividirlos en distritos regidos por Consejos que pasarían a ser nombrados por el Poder Ejecutivo. Un año después, en 1940, el Congreso aprobó la Ley de Organización de los Distritos Locales, Seccionales y Departamentales, vetada por el presidente el 5 de marzo y que entró en vigor 20 días después. Con estas reformas se suprimió la autonomía municipal y el territorio nacional se dividió en 31 distritos, supervisados por el Ministerio del Interior. Es desde este momento que, para muchos autores, se consumó la dictadura de Carías Andino, mientas que, algunos otros llaman dictadura a todo su periodo de mandato o consideran que la misma comenzó después del 1 de febrero de 1937, cuando siguió gobernando gracias a la emisión de la nueva constitución.
El 12 de diciembre de 1939, cinco diputados presentaron una propuesta al Congreso para reformar el artículo 202 y extender el periodo de mandato del gobernante Tiburcio Carias Andino y su vicepresidente Abraham Williams Calderón. Seis día después, mediante decreto 16 y bajo el razonamiento de mantener la paz en el país sostenida por ese gobierno, la totalidad de los diputados aprobaron la exención del mandato hasta el 1 de enero de 1949. Dicha reforma entró en vigencia el 1 de enero de 1943.
Carías contó además con el apoyo completo del ejército y con el apoyo de los Estados Unidos. Washington destinó recursos económicos para mantener la estabilidad en la región centroamericana, asesorando a los ejércitos.

## Mandato

### Gabinete
| Secretaría o puesto                           | Titular                   | Fechas documentadas       |
| --------------------------------------------- | ------------------------- | ------------------------- |
| Vecepresidente                                | Abraham Williams Calderón |                           |
| Gobernación, Justicia, Sanidad y Beneficencia | Abraham Williams          | 28 mar, 1936-15 feb, 1944 |
| Relaciones Exteriores                         | Antonio Bermúdez M.       |                           |
| Relaciones Exteriores                         | Silverio Laínez           |                           |
| Relaciones Exteriores                         | Carlos Laínez             |                           |
| Guerra, Marina y Aviación                     | Juan Manuel Gálvez        |                           |
| Guerra, Marina y Aviación                     | Leónidas Pineda M.        |                           |
| Hacienda y Crédito Público                    | Armando Flores Fiallos    |                           |
| Hacienda y Crédito Público                    | Julio Lozano Díaz         |                           |
| Hacienda y Crédito Público                    | Urbano Quezada            |                           |
| Instrucción Pública                           | Jesús M. Rodríguez H.     |                           |
| Fomento, Agricultura y Trabajo                | Salvador Aguirre          |                           |
| Fomento, Agricultura y Trabajo                | Medardo Zúñiga V.         |                           |
| Educación                                     | Jesús María Rodríguez     |                           |
| Educación                                     | Ángel G. Hernández        | Ago, 1946                 |
| Secretario privado                            | Marcos Carías Reyes       |                           |

### Política interior
Apenas comenzó el primer año de gobierno, se dio el inicio de una gran campaña anticomunista y por ende el Partido Comunista de Honduras, que ya había participado en las elecciones de 1932, fue declarado ilegal y sus líderes perseguidos, pero el Partido Liberal continuó funcionando.

### Economía
El gobierno de Carías realizó medidas económicas innovadoras y de gran alcance. Su logro más significativo fue posiblemente la reducción de la deuda externa en un momento de crisis económica, la cual se venía acumulando desde 1870. La deuda, que a inicios de 1933 era de 30 millones de lempiras —el doble del presupuesto nacional—, terminó a finales de 1948 en 3.2 millones.

#### Reformas
Iniciado su mandato, en 1933 Carias puso en práctica una serie de medidas conservadoras para evitar el colapso económico: obtuvo un préstamo del Bank and Trust Company de Nueva Orleans por $ 300,000, al 6% de interés anual. Actuaron como garantes de ese préstamo las subsidiarias de la United Fruit Company en Honduras, a cambio de lo cual recibieron del gobierno derechos de libre importación y transferencia de artículos y equipo, así como garantías de exención contra impuestos futuros. Tal préstamo fue considerado por los críticos como vergonzoso, humillante y lesivo para la dignidad del país. Además se modificó el Presupuesto General de Egresos e Ingresos del año fiscal 1933-34, haciéndole una disminución de 15.2 millones a 10.7 millones de lempiras. Se disminuyeron los gastos de varios ramos, y todos los sueldos, pensiones, subsidios y jubilaciones fueron rebajados en un 20 %.
En 1934 se emitió la Ley del Arancel de Aduanas, para controlar las importaciones y exportaciones, corregir el desequilibrio imperante por la quiebra del comercio internacional y sostener el abastecimiento del país. Dicha ley creó un 10 % de recargo sobre el valor de los de derechos arancelarios destinados al Fondo de Cambio, y estableció fondos especiales de la Renta Aduanera para las Tesorerías Especiales de Caminos y de Justicia. También creó un Fondo Acumulativo para la creación del Instituto de Crédito Agrícola Hipotecario, que más tarde serviría para la creación del Banco Nacional de Fomento (después BANADESA). El Congreso también reformó la Ley Monetaria y creó el Sistema de Control de Cambios, como un mecanismo para equilibrar la oferta y demanda de pagos internacionales y cumplir con las obligaciones contraídas en moneda extranjera con los Tenedores de Bonos de Londres y otras entidades internacionales. Se reformó la Ley de Municipalidades, para crear un impuesto sobre la introducción de mercaderías extranjeras, a fin de reforzar la Hacienda de los gobiernes locales.
El Gobierno impidió por todos los medios la salida del capital nacional, por lo que mediante el decreto n.º 117 de 1936, creó un impuesto del 5 % sobre el capital que saliera del país, y mediante el decreto n.º 54 de 1937, gravó las primas de seguros sobre las pólizas, que emitían principalmente las compañías extranjeras. 
Se renovó el Código de Minería, el de Aduanas, se institucionalizaron oficialmente las Cámaras de Comercio y se emitió la Ley para Establecimientos Bancarios, creando las bases para la fundación del Banco Central de Honduras.  Se aprobó el Plan de Amortjzación de la Deuda Interna, estableciéndose una necesaria circulación de la moneda nacional, favoreciendo así a los acreedores del Estado, que verían sus créditos convertidos en efectivo.

#### Alianza con las compañías bananeras
Carías tuvo una relación estrecha con los inversionistas extranjeros estadounidenses. Durante su mandato permitió a la mencionada compañía bananera, la United Fruit Company, el uso desmedido de los recursos naturales y de la mano de obra hondureña, que no pudo oponerse a los bajos salarios ya que el gobierno creó medidas contra la organización sindical.
El gobierno de Carías aceptó préstamos de las compañías bananeras a cambio de permitírseles hacer evasiones fiscales, creando lo que el historiador Juan Arancibia llamó «un Estado neocolonial al servicio de las bananeras»

#### Otras medidas
Para 1935, su gobierno pagó completamente y sin cuestionar el origen de la deuda hondureña: dos préstamos que los gobiernos pasados habían contraído, incluyendo los 20 millones de dólares que el anterior presidente, Vicente Colindres, había pactado con las bananeras para tener al ejército contento.
Se aplicó la Ley de Policía y de las Municipalidades para castigar a quienes especulaban con los productos y artículos de consumo popular, alterando los precios establecidos. Se alentó el establecimiento de nuevas industrias, concediendo franquicias a los productores y fabricantes, creándose el primer núcleo de empresas manufactureras en el centro, norte y sur del país.
En 1941, Honduras le declaró la guerra a la Alemania nazi y a Japón, lo que le permitió gozar de los beneficios del programa de cooperación interamericana de los Estados Unidos de América. A través de los distintos organismos de cooperación internacional, el gobierno emprendió obras sanitarias, mejoró el agua potable, inició medidas para el control del paludismo, construyó carreteras, creó centros educativos y de experimentación agrícola, y modernizó y profesionalizó el Ejército. Sin embargo, el conflicto bélico también significó el empeoramiento de la difícil situación económica ya existe, pues se redujeron las exportaciones del banano y esto repercutió en la reducción de los ingresos fiscales y en la escasez de divisas.
Entre 1943 y 1949, se dio escasez de circulante y el gobierno permitió la importación de unos siete millones de dólares en moneda estadounidense.

### Cultura

#### Promoción de la cultura maya

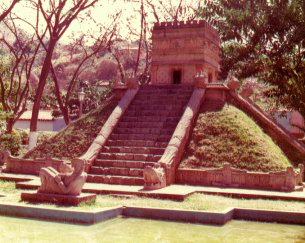
Parque la Concordia en Tegucigalpa, terminado en 1939.

En 1935 el gobierno hondureño, en cooperación con el Instituto Carnegie de Washington D. C., lanzó un proyecto que realizó restauraciones a los monumentos mayas en Copán, que duraría hasta 1942.
En 1937 comenzó la construcción de un parque en El Picacho, la cual se detuvo en 1939 debido a la Segunda Guerra Mundial. La construcción se reanudó en enero de 1946. El parque fue inaugurado el 2 de agosto de 1946, con el nombre de Parque Naciones Unidas Cerro El Picacho —hoy solamente Parque El Picacho—, conmemorando la visita del primer secretario de las Naciones Unidas, Trygve Lie. Su inauguración se dio en el contexto de la celebración de la Primera Conferencia Internacional de Arqueólogos del Caribe.  El parque aún a día de hoy cuenta con una escalinata y decoraciones inspiradas en la cultura maya.
El anfitrión del evento fue el general Carías Andino. La conferencia trajo a eminentes arqueólogos de la región, entre ellos el cubano Fernando Ortiz. Entre los invitados hondureños estuvieron el ministro de Educación, Ángel Hernández, el profesor Pedro Rivas, autor de un opúsculo sobre los mayas, y el monseñor Federico Lunardi. Estos últimos dos dirigían la recién creada Sociedad de Antropología y Arqueología en Honduras.
En 1945, el gobierno decretó las ruinas de Copán como propiedad estatal.

#### Promoción del indio Lempira
El 18 de marzo de 1935 el Congreso Nacional aprobó el Decreto n.º 142, publicado en el diario oficial La Gaceta el 3 de abril, declarando el 20 de julio de cada año «día de consagración nacional en honor a Lempira, héroe máximo, defensor de nuestra soberanía nacional». El decreto también ordenó la construcción de una estatua de Lempira en la plaza del mismo nombre, en la ciudad de Gracias. En 1943, el departamento de Gracias a Dios pasó a llamarse departamento de Lempira.

#### Estadio Nacional
En 1946, atendiendo una iniciativa del Club Rotario de Tegucigalpa, un grupo de deportistas de la capital, encabezados por Esteban Díaz, presentaron al gobierno de Carías Andino la idea de la construcción de un estadio. Para ese entonces, Tegucigalpa era la única capital centroamericana que no contaba con instalaciones deportivas adecuadas. Se seleccionó un predio al pie del Juana Laìnez y el secretario Educación, Angel Hernández, introdujo la iniciativa de ley al Congreso. Una vez emitido el decreto con la partida presupuestaria, se inició con la construcción del estadio a finales de ese año, buscando que se concluyera antes del término de mandato de Carías para que quedase como una obra significativa de su administración. 
El estadio fue inaugurado el 15 de marzo de 1948 —en el cumpleaños 72 de Carías—, contando con un diamante para jugar béisbol y porterías desmontables para jugar fútbol. El mismo fue conocido hasta marzo de 2022 como Estadio Nacional Tiburcio Carías Andino, hoy Estadio Nacional Chelato Uclés. 

#### Escuela Nacional de Bellas Artes
En 1939 el artista hondureño Arturo López Rodezno regresó de Francia por el peligro de la guerra en Europa. En Honduras, con el apoyo de los artistas Max Euceda, Samuel Salgado, Roberto M. Sánchez, Raúl Fiallos S., Salvador Posadas M. y otros, solicitó al gobierno la creación de la Escuela Nacional de Bellas Artes, la cual fue aprobada.
La misma inició funciones el 1 de febrero de 1940 con un presupuesto de 19,959.65 lempiras, y estando adscrita, hasta 1953, al Ministerio de Fomento, Industria y Comercio.

### Política exterior
El 1934 se decretó una Ley de Inmigración que, en su artículo 14, prohibió la entrada al país centroamericano de negros, chinos y gitanos. Además permitió la entrada de árabes, turcos, sirios, armenios, palestinos, checoslovacos, libaneses y polacos siempre que le garantizaran a la oficina de Inmigración y Colonización que se dedicarían exclusivamente a la agricultura o a la introducción o mejoramiento de nuevas industrias sin perjudicar otras leyes. La ley, que sustituyó a la Ley de Inmigración de 1929, también ordenaba a las municipalidades a llevar «Libros de Extranjería» que registraban los nombres de los inmigrantes y sus características físicas: su tipo de cabello, la forma de su nariz y el tamaño de su boca.
Carias se mostró muy cercano a los Estados Unidos, en vista que mantenía excelentes relaciones con las bananeras, que le brindaron cierto apoyo diplomático y reconocimiento.
Según El Heraldo, tras la emisión de la nueva constitución de 1936, el general Carías habría enviado una misiva a los países amigos, anunciando que continuaría en el poder. La misma habría sido respondida por el presidente de los Estados Unidos, Franklin D. Roosevelt, el canciller de Alemania, Adolf Hitler, el emperador de Japón Hirohito y el papa Pío XI.

### Seguridad
Durante El Cariato se reorganizó el ejército, fundando la Escuela de Cabos y Sargentos, y se renovó el material de guerra, los cuarteles y el alojamiento de las guarniciones en toda la República. Se construyó la Escuela Militar de Aviación y se desarrolló la mejor aviación militar de Centroamérica.
En 1934, para salvaguardar la hegemonía nacional, el gobierno compró tres aviones de guerra, los cuales volaron hasta Santa Rosa de Copán y aterrizaron en el campo Miraflores, siendo el jefe de la flotilla el capitán Lowell Yerex, acompañado del ministro de Guerra y Marina, el doctor Juan Manuel Gálvez; además del general José Inés Pérez y el general Domingo Torres.
En 1936, el ejército empezó a usar el fusil estadounidense M-1 GARAND, semiautomático y de peine con ocho balas calibre 30/36. En 1937 se creó el Cuerpo de Ametralladoras.
La entonces vigente Ley de Policía de 1906 dividía a los menores de edad infractores en dos grupos: los que violaban dicha ley, quienes pagaban una multa y eran devueltos a sus tutores legales, y los que violaban el Código Penal, que eran ingresados a la Penitenciaría Central. En 1937 esto cambió, con la fundación de la Escuela Correccional de Menores “Camilo R. Reina” de la Policía Nacional. Desde entonces, aquellos niños que violasen la Ley de Policía eran matriculados en esa escuela y cursaban un programa de reforma basado en aprender un oficio. En 1942, la Penitenciaría Central, siguiendo este modelo, creó la Escuela Correccional de Menores “Marcos Carías Reyes”, donde se ingresaba a criminales menores de edad cuya liberación dependía de su graduación. Esta se enfocó en enseñar valores morales a sus privados de libertad y dotarles de una educación que les permitiera reintegrarse a la sociedad.

### Propaganda mediática
El 28 de febrero de 1937 apareció en Tegucigalpa la revista mensual Excélsior, de la Imprenta Calderón y apologista del gobierno de Carias Andino. Sus directores fueron los hermanos Francisco y Samuel Díaz Zelaya. En 1938 comenzó la revista Copantl, de carácter gobiernista, fundada en Santa Rosa de Copán. Su lema era: “Órgano de los intereses occidentales” y su director era el militar general Humberto Barnica Milla. El 31 de octubre de 1939 comenzó a circular en Tegucigalpa la revista Cultura, del Instituto Normal Central de Varones. Su director fue el maestro Vicente Cáceres, afín al régimen de Carias Andino.

### Oposición
En 1935 el Partido Liberal, aún en contra de los deseos del presidente saliente, Vicente Mejía Colindres, se alzó en una revuelta, ocasionando que Carías, junto con las Fuerzas Armadas y sus nuevos armamentos adquiridos tras una compra al gobierno de El Salvador, los aplastaran rápidamente.
En 1936, en respuesta a las intenciones de Carías de extender su mandato constitucional, uno de sus más acérrimos seguidores desde 1920, Venancio Callejas, formó el Partido Nacional Legalista.
A mediados de octubre de 1940, el general Salvador Cisneros intentó realizar un golpe de estado que fue rápidamente suprimido. En noviembre de 1943, otro intento de golpe fue llevado a cabo, esta vez involucrando a miembros de la Guardia de Honor presidencial y a miembros del Partido Liberal; pero corrió con la misma suerte.
En 1944, los dictadores Maximiliano Hernández Martínez de El Salvador y Jorge Ubico Castañeda de Guatemala fueron sacados del poder (en mayo y julio respectivamente), generando un punto de inflexión para el régimen cariista en Honduras. El 27 de mayo del mismo año, Emma de Bonilla, Visitación Padilla, Argentina Díaz Lozano y doña Carlota de Valladares dirigieron una manifestación pública a la cual se unieron unas 300 mujeres de todas las clases sociales. Las mismas se reunieron en la catedral de la capital y marcharon llevando pancartas anti-Carias y banderas de Honduras y de los Estados Unidos. El 4 de julio, más protestas, organizadas por el Partido Liberal, tuvieron lugar en San Pedro Sula, exigiendo la liberación de presos políticos y el fin de la dictadura. Las mismas fueron repelidas con brutalidad en una masacre que dejó más de 50 muertos, entre ellos, varias precursoras del movimiento feminista en Honduras. A diferencia de en El Salvador y Guatemala, estas muertes no motivaron más protestas contra el régimen, pero es probable que contribuyeran a la decisión de Carías de no buscar la reelección.
Después de la masacre, en agosto de 1944, se formó en Guatemala el Frente Democrático Hondureño, conformado por miembros del Partido Liberal de Honduras exiliados en el hermano país. Influenciados por estos, se conformó en San Pedro Sula el Partido Democrático Revolucionario Hondureño (PDRH) en 1946, de tendencias socialistas. El PDRH estuvo compuesto por algunos sectores de la pequeña burguesía urbana, obreros organizados clandestinamente y jóvenes radicales del Partido Liberal; y demandó en su declaración de principios la democratización del país.

## Fin de El Cariato
Desde 1945 Carías dio muestras de que no estaba interesado en permanecer en el poder más allá del 1 de enero de 1949, como mandaba la constitución reformada por su Congreso Nacional. En 1947, el retiro de Carías dejó de ser especulación, por lo que comenzó la campaña política por su sucesor. En ese momento, el mandato de Carías enfrentaba presiones diplomáticas y presiones internas que demandaban el retorno a la democracia, principalmente por parte de estudiantes y liberales beligerantes. La campaña finalizó con las elecciones de 1948, que llevó como candidato único al vicepresidente y sucesor de Carías, Juan Manuel Gálvez. 

## Intento de regreso al poder
El 16 de febrero de 1954, el Partido Nacional de Honduras nombró como candidato presidencial a Tiburcio Carias Andino para las elecciones presidenciales de 1957; no obstante sería derrotado por el doctor Ramón Villeda Morales.